# Tennistoernooi van Madrid 2016
|                                       |  |                                      |
| Simona Halep, winnares bij de vrouwen |  | Novak Đoković, winnaar bij de mannen |

Het tennistoernooi van Madrid van 2016 werd van 30 april tot en met 8 mei 2016 gespeeld op de gravel-banen van het Manzanares Park Tennis Center ("Caja Mágica") in de Spaanse hoofdstad Madrid. De officiële naam van het toernooi was Mutua Madrid Open.
Het toernooi bestond uit twee delen:
- WTA-toernooi van Madrid 2016, het toernooi voor de vrouwen
- ATP-toernooi van Madrid 2016, het toernooi voor de mannen

## Toernooikalender
| Madrid            | april    | mei 2016 | mei 2016 | mei 2016 | mei 2016 | mei 2016 | mei 2016 | mei 2016    | mei 2016     | mei 2016     | mei 2016 |
| Madrid            | zat 30   | zon 1    | maa 2    | din 3    | din 3    | woe 4    | woe 4    | don 5       | vrĳ 6        | zat 7        | zon 8    |
| ----------------- | -------- | -------- | -------- | -------- | -------- | -------- | -------- | ----------- | ------------ | ------------ | -------- |
| vrouwenenkelspel  | 1e ronde | 1e ronde | 2e ronde | 2e ronde | 2e ronde | 3e ronde | 3e ronde | kwartfinale | halve finale | finale       |          |
| vrouwendubbelspel | 1e ronde | 1e ronde | 1e ronde | 2e ronde | 2e ronde | 2e ronde | 2e ronde | kwartfinale | halve finale | finale       |          |
| mannenenkelspel   |          | 1e ronde | 1e ronde | 1e ronde | 2e ronde | 2e ronde | 2e ronde | 3e ronde    | kwartfinale  | halve finale | finale   |
| mannendubbelspel  |          |          | 1e ronde | 1e ronde | 1e ronde | 1e ronde | 2e ronde | 2e ronde    | kwartfinale  | halve finale | finale   |

ATP-toernooi van Madrid – WTA-toernooi van Madrid

2009 · 2010 · 2011 · 2012 · 2013 · 2014 · 2015 · 2016 · 2017 · 2018 · 2019 · 2020 · 2021 · 2022 · 2023 · 2024